# Ditrói Ervin
Ditrói Ervin (Kolozsvár, 1917. június 19. – Rehovot, Izrael, 2009. december 8.) magyar művészeti író, művészettörténész.

## Életútja
A Bolyai Tudományegyetemen végezte művészettörténeti és esztétikai tanulmányait. 1946-tól középiskolai tanár, 1949-től 1954-ig a kolozsvári Ion Andreescu Képzőművészeti Főiskolán művészettörténetet adott elő. Megszervezte a kolozsvári Művészeti Múzeumot, melynek első igazgatója (1950–67).1967-től a kolozsvári Népi Művészeti Iskola aligazgatója s újra az egyetemes és hazai művészettörténet előadója a képzőművészeti főiskolán. Nyugdíjazása után kivándorolt Izraelbe, de továbbra is figyelemmel kísérte a kolozsvári művészeti élet eseményeit.

## Munkássága
Első írása 1946-ban jelent meg az Utunkban. Szolnay Sándort (1958), Nagy Imrét (1958) és Szervátiusz Jenőt (1962) román nyelven mutatta be a Contemporanul és Arta Plastică hasábjain, Nicolae Grigorescu művészetéről (1958) és Bene Józsefről (1970) a budapesti Művészetben írt.
Művészettörténeti tanulmányait rendszeresen közölte a Korunk, Utunk, A Hét; kiemelkedő Helyszíni jegyzetek egy tragikus műtörténethez cím alatt a második világháború műemlékpusztításairól közölt sorozata (I-XI. A Hét 1972/15-25) s A fantasztikus Dürer című tanulmány (Korunk 1979/1–2). Számos művészettörténeti jellegű múzeumi és kiállítási katalógus szerzője. Filmjét a kolozsvári Szent György-szoborról és Bánffy-palotáról (1979), a nagyváradi szecesszióról (1980) a Román Televízió magyar adása mutatta be.

## Kötetei (válogatás)
- Szolnay Sándor emlékkiállítás : 1893-1950 : Művészeti Múzeum, Kolozsvár : [katalógus] / [összeáll. E. Szabó Ilona] ; [bev. Ditrói Ervin]. Kolozsvár : Intreprind. Poligr., 1958, [20] p., 11 t.
- Galeria "Nagy Imre", Tîrgu-Mure / red. László Székely, György Simó ; [introd. Eugen Schileru, Ervin Ditrói]. Tîrgu-Mure : Muzeul de Arta, 1966. 20, [2] p.
- Feszt László / [szerk. H. Szabó Gyula] ; bev. Ditrói Ervin. Bukarest : Kriterion, 1981. 10, [2] p., 12 t.
- Képek és jelképek : közelítések művekhez, művészekhez.[1] Bukarest : Kriterion, 1982. 223 p.
- Adler / Ditrói Ervin. Tel-Aviv : Roth, 1986. 70 p., 34 t.